# 25772 Ashpatra
25772 Ashpatra este un asteroid din centura principală de asteroizi.

## Descriere
25772 Ashpatra este un asteroid din centura principală de asteroizi. A fost descoperit pe 2 februarie 2000 la Socorro, New Mexico, în cadrul proiectului LINEAR. Asteroidul prezintă o orbită caracterizată de o semiaxă mare de 2,80 ua, o excentricitate de 0,05 și o înclinație de 6,1° în raport cu ecliptica.